# Dixie-Narco
Albums de Primal Scream
Screamadelica
(1991) Give Out But Don't Give Up
(1994)
Dixie-Narco est le premier EP du groupe écossais de rock indépendant Primal Scream sorti le février 1992 sur le label Creation Records.

## Liste des chansons
| No | Titre         | Durée |
| -- | ------------- | ----- |
| 1. | Movin' On Up  | 3:49  |
| 2. | Stone My Soul | 3:03  |
| 3. | Carry Me Home | 5:12  |
| 4. | Screamadelica | 10:46 |